# Pannenkoek2012
Scott Buchanan, conocido en Internet como pannenkoek2012, usualmente acortado como pannenkoek es un analista de Super Mario 64 y youtuber. Pannenkoek2012 es conocido por crear videos de un alto nivel técnico detallando las mecánicas de “Super Mario 64”, en los cuales explica las técnicas que él usa a la hora de superar niveles del juego completando diversos desafíos auto impuestos como no usar ciertos botones o el joystick mientras completa objetivos en el juego. Él es más conocido por su desempeño en el “A-Button Challenge” (traducido al español como: “Reto del Botón A”), cuyo objetivo es completar totalmente el juego presionando el botón A la menor cantidad de veces como prueba de concepto. Esta es una tarea significativa, ya que el botón A es usado principalmente para saltar, lo cual es una parte integral de los videojuegos de plataformas como “Super Mario 64”, de modo que en una partida promedio del juego es esperable que se alcancen centenares de pulsaciones del botón A.
En 2014, recibió atención mediática por conseguir alcanzar una moneda que previamente se había creído inalcanzable en el nivel “Tiny-Huge Island”. En 2015, ofreció una recompensa de 1.000 dólares a quienquiera que pudiera replicar un glitch específico en “Super Mario 64”.

## Videos deSuper Mario 64
Super Mario 64 fue el primer videojuego que pannenkoek2012 jugó siendo niño. En 2013, estando aún en la universidad, en la que posteriormente se graduaría en ciencias de la computación, pannenkoek2012 comenzó a subir videos a su primer canal de YouTube (pannenkoek2012)  de él alcanzando objetivos en “Super Mario 64” sin saltar. A pesar de que la principal habilidad de Mario en los videojuegos es saltar de plataforma en plataforma, pannekoek2012 intentó completar la totalidad de Super Mario 64 sin presionar el botón A (el botón de salto) empleando diversos elementos ambientales del propio juego, así como varios glitches.
Pannenkoek2012 ha producido un gran número de videos de YouTube en los que deconstruye en profundidad las mecánicas de “Super Mario 64”, estos videos han sido descritos como “lecciones de programación esotéricas”. En uno de sus videos, pannekoek2012 explica como es posible manipular la generación de números aleatorios de “Super Mario 64” levantando polvo dentro del juego de una determinada manera. Pese al gran nivel técnico de estos vídeos, pannekoek2012 es capaz de acumular cientos de miles de visitas en su canal principal haciendo las explicaciones comprensibles y accesibles al público general.
Del mismo modo, pannenkoek2012 opera un segundo canal de Youtube: “UncommentedPannen”, en el que sube videos sobre sus avances sin editar ni comentar por encima. De este modo, su canal principal queda reservado a aquellos videos y avances que alcancen los elevados estándares de calidad que se propone.

### Reto del Botón A

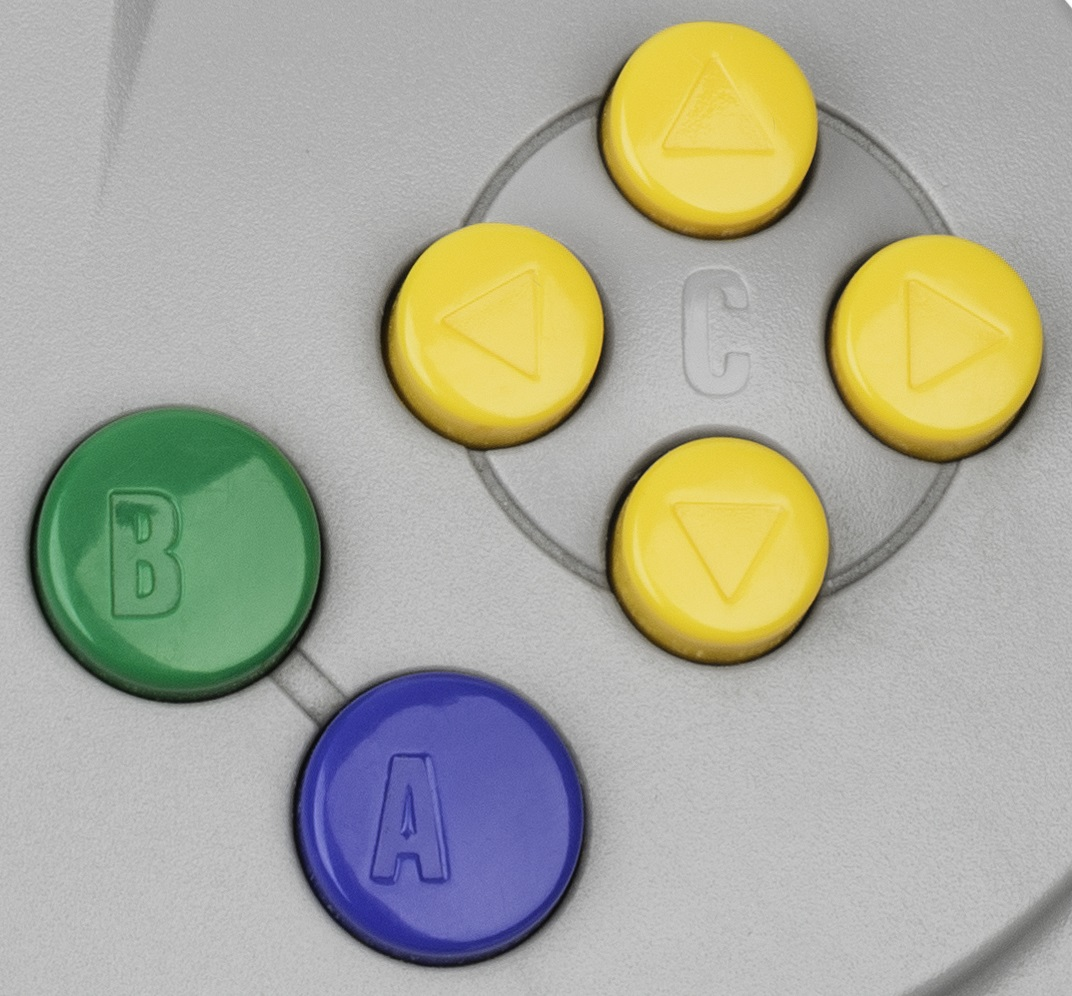
Vista de cerca de un control de Nintendo 64 mostrando el botón A (el botón azul)

El grueso de los vídeos de pannenkoek2012 se centra en el “Reto del botón A”, cuyo objetivo es completar totalmente “Super Mario 64” presionando el botón A la menor cantidad de veces posible. Esto es significativo ya que el botón A es el que hace a Mario saltar y esta es una de las mecánicas fundamentales de “Super Mario 64”, un videojuego que ha sido tradicionalmente descrito como “un juego de saltos”. En uno de sus vídeos publicados en 2015, pannenkoek2012 mostró que era posible alcanzar el objetivo de “Mario Wings to the Sky”, sin pulsar el botón A explotando una serie de glitches que le permitirían “clonar” una gran cantidad de Goombas para crear una escalera. Este logro tomó dos años de ideación, planificación y puesta en práctica para ser llevado a cabo, y el video en cuestión tomó 55 horas en su elaboración.
El 12 de enero de 2016, pannenkoek2012 subió un video comentado en el que explicaba como completar el objetivo de “Watch for Rolling Rocks” en 0,5 pulsaciones del botón A. Dicho objetivo tomaba originalmente 14,8 horas en el juego de inicio a fin para ser llevada a cabo, la mayoría de las cuales eran empleadas en explotar un glitch para acelerar a Mario a las cantidades de velocidad necesarias para alcanzar el movimiento por “universos paralelos” (lo cual supone alcanzar millones de unidades por segundo), pero la duración de dicha estrategia fue reducida a 5,4 horas en 2017. El video fue ampliamente parodiado en Internet a causa de su terminología altamente técnica, especialmente su concepto de “media pulsación del botón A” (el cual se resume en no usar completamente la utilidad del botón A comenzando un nivel con él ya pulsado) y su uso de “universos paralelos” (un glitch relacionado con las colisiones del juego causado por un desbordamiento aritmético)
En agosto de 2013, cuando pannenkoek2012 comenzó a trabajar en el Reto del Botón A, 211 pulsaciones del botón A eran requeridas para completar “Super Mario 64”. En noviembre de 2022, los logros de la comunidad llevaron a poder finalizar una partida completa de “Super Mario 64” consiguiendo las 120 estrellas en apenas 14 pulsaciones del botón A.

### Monedas Imposibles
En junio de 2014, pannenkoek2012 logró conseguir lo que era conocido como “la moneda imposible”, un objeto oculto en “Tiny-Huge Island” (nivel de “Super Mario 64”) que se había considerado imposible de alcanzar. En 2002, la moneda había sido descubierta por un usuario de GameFAQs llamado Josiah. La moneda se encontraba localizada debajo del suelo, probablemente debido a un accidente por parte de alguno de los desarrolladores del juego. Esta moneda, considerada inobtenible, fue conseguida por pannenkoek2012 gracias a asistencia por herramientas, para ello, era preciso saltar y pegar una patada dentro del juego en un frame concreto mientras el personaje se encontraba saliendo del agua. Pannenkoek, además, indicó que la moneda sería posible de obtener incluso sin la ayuda de la asistencia por herramientas, pero hacerlo entramaría una enorme dificultad y conllevaría una gran cantidad de práctica.
En el nivel de “Super Mario 64” “Bowser in the Sky”, pannenkoek2012 descubrió un Goomba localizado en un lugar incorrecto en el fondo del nivel, a este hallazgo lo denominó el “Mistery Goomba” (“Misterio Goomba”). Ya que los Goombas sueltan una moneda cuando son derrotados, y dicho enemigo semejaba imposible de derrotar en tales circunstancias, denominó a la moneda del “Misterio Goomba” la “nueva” moneda imposible. En octubre de 2016, panenkoek2012 descubrió otra moneda imposible en “Tiny-Huge Island”. Se descubrió que la versión magnificada del nivel poseía una línea de cuatro monedas, cuando todas y cada una de las líneas encontradas en otras secciones del juego contenían cinco monedas. Él mostró que de facto había una quinta moneda que activaba un fallo seguro que ninguna otra moneda del juego activaba, causando que fuera inmediatamente retirada del juego, dejando únicamente cuatro monedas en la línea.

### Otros vídeos
En agosto de 2015, un streamer de Twitch llamado DOTA_TeaBag descubrió un glitch en el nivel “Tick Tock Clock” de “Super Mario 64” en el cual Mario se teletransporta repentinamente hacia arriba de forma drástica. Este glitch fue denominado como “upwarp”, y captó la atención de pannenkoek2012, ya que aprender como el glitch había sido llevado a cabo y poder ser capaz de replicarlo en otras áreas del juego podría permitir a los jugadores saltarse secciones enteras del juego o completar el juego en un menor número de pulsaciones del botón A. Pannenkoek2012 ofreció una recompensa de 1.000 dólares a aquella persona que pudiera recrear dicho glitch y enviarle los datos de guardado del juego sin modificar los archivos del mismo. La recompensa todavía no ha sido, a día de hoy, reclamada, a pesar de que ha sido posible replicar el glitch modificando un único bit en las líneas de código de los archivos del juego relativas a la altura de Mario. Ya que no ha sido posible encontrar una forma viable de modificar este bit en la línea de código, la teoría más plausible es que dicha modificación haya sido causada por radiación cósmica provocando un soft error, haciendo que dicho glitch sea un evento extremadamente improbable.
Pannenkoek2012 comenzó a trabajar en un video detallando los funcionamientos de la geometría de “Super Mario 64” en verano de 2016. Finalmente, el vídeo fue publicado en mayo de 2017 bajo el título: “Walls, Floors & Ceilings”. El video detalla como el movimiento de Mario es determinado dentro del juego – el cual varía dependiendo de si Mario se encuentra sobre el suelo, en el aire o en el agua – y como los diversos personajes interactúan con las diferentes hitboxes de los objetos que se encuentran a lo largo de su camino. Pannenkoek2012 recalca que la información expuesta en tal vídeo es “extremadamente importante”, ya que es la información que ha sido usada a lo largo de los años para ayudarle a ejecutar o descartar sus múltiples estrategias. “Gamasutra” describió este video como un “profundizar apasionado en los detalles más granulares del diseño de niveles”. Desde entonces, pannekoek2012 ha publicado dos videos más acerca de esta cuestión, titulados: “Walls, Floors & Ceilings Part 2” y “Walls, Floors & Ceilings Part 3” respectivamente. Estos vídeos contienen un análisis todavía más profundo acerca del funcionamiento de las mecánicas de las hitboxes y las colisiones.[cita requerida]
En marzo de 2019, pannenkoek2012 publicó un gran número de videos “No Joystick Allowed” (“Joystick No Permitido”), en los cuales él completa niveles de “Super Mario 64” sin mover a Mario con el joystick del mando.